# Rosa Miguélez
Rosa María Miguélez Ramos, née le 27 août 1953 à Ferrol, est une femme politique espagnole.
Membre du Parti socialiste ouvrier espagnol et du Parti des socialistes de Galice-PSOE, elle est maire d'Ares de 1983 à 1987 et maire adjoint de 1987 à 1995. Elle siège au Parlement de Galice de 1989 à 1993 et au Parlement européen de 1999 à 2009.